# Instytut Informacji Naukowej i Bibliotekoznawstwa Uniwersytetu Wrocławskiego
Instytut Nauk o Informacji i Mediach – jednostka naukowo-dydaktyczna należąca do struktur Wydziału Filologicznego Uniwersytetu Wrocławskiego. Dzieli się na 4 zakłady. Posiada uprawnienia do nadawania stopni naukowych doktora i doktora habilitowanego oraz wnioskowania o nadanie tytułu naukowego profesora. Prowadzi działalność dydaktyczną i badawczą związaną z bibliologią, teorią i historią nauki o książce, biblioteką i informacją naukową, socjologią książki, czytelnictwem współczesnym, dziejami produkcji, obiegu i użytkowania książki XV–XX wieku, teorią, organizacją i metodyką bibliotekarstwa współczesnego i działalności informacyjnej oraz edytorstwem. 
Instytut oferuje studia na kierunkach: Bibliotekoznawstwo i informacja naukowa, Publikowanie cyfrowe i sieciowe oraz Zarządzanie informacją ze specjalnościami, a także studia doktoranckie. Studia podyplomowe nie są obecnie oferowane. Studenci kształcą się w trybie dziennym i zaocznym. Instytut wydaje Roczniki Biblioteczne – czyli ogólnopolskie czasopismo naukowe z zakresu nauki o książce (bibliologii) i bibliotekoznawstwa. Dysponuje także własną samodzielną biblioteką Instytutową, liczącą ponad 18,5 tysiąca woluminów. Siedziba Instytutu mieści się we Wrocławiu przy pl. Uniwersyteckim 9/13. 
Instytut powstał w 1969 w roku jako Instytut Bibliotekoznawstwa, w 2003 roku zmienił nazwę na Instytut Informacji Naukowej i Bibliotekoznawstwa, a w 2022 roku na Instytut Nauk o Informacji i Mediach. Pracownicy naukowi Instytutu zajmowali często najważniejsze stanowiska w hierarchii uniwersyteckiej – dziekanów i prodziekanów na swoich wydziałach.

## Poczet dyrektorów
Kierownicy Katedry
- 1956–1969: prof. dr hab. Karol Głombiowski

Dyrektorzy Instytutu
- 1969–1972: prof. dr  Antoni Knot
- 1972–1977: prof. dr hab. Bronisław Kocowski
- 1977–1981: prof. dr hab. Kazimiera Maleczyńska
- 1981–1996: prof. dr hab. Krzysztof Migoń
- 1996–2005: prof. UWr dr hab. Małgorzata Komza
- 2005–2012: prof. UWr dr hab. Marta Skalska-Zlat
- 2012–2020: prof. UWr dr hab. Bożena Koredczuk
- od 2020: dr hab. prof. UWr Aneta Firlej-Buzon

## Historia
Początki obecnego Instytutu są związane są z powołaniem na Wydziale Filologicznym Uniwersytetu Wrocławskiego  Katedry Bibliotekoznawstwa, które miało miejsce 1 grudnia 1956 roku. Katedra – powołana przez ówczesnego dyrektora Biblioteki Uniwersyteckiej, prof. dr. Antoniego Knota, była trzecią z kolei w Polsce placówką akademickiego kształcenia bibliotekarzy (poprzedziły ją katedry w Uniwersytecie Łódzkim – 1945, i Uniwersytecie Warszawskim – 1951). W 1956 roku rozpoczęto kształcenie studentów wyłącznie trybie zaocznym, a już rok później uruchomiono studia stacjonarne.
1 października 1969 roku Katedra została przekształcona w Instytut Bibliotekoznawstwa. Od 1977 do 1983 roku funkcjonowało w Instytucie Zaoczne Studium Doktoranckie, a począwszy od 1995 roku kształcenie doktorantów odbywa się w ramach czteroletniego Studium Doktoranckiego Wydziału Filologicznego. 15 listopada 2003 roku Instytut Bibliotekoznawstwa zmienił nazwę na Instytut Informacji Naukowej i Bibliotekoznawstwa. Z dniem 1 maja 2022 roku zaczęła obowiązywać aktualna nazwa, czyli Instytut Nauk o Informacji i Mediach. Zmianie uległa również jego struktura organizacyjna.

## Kierunki kształcenia
Instytut kształci studentów na kierunkach: Informacja naukowa i bibliotekoznawstwo, Publikowanie cyfrowe i sieciowe oraz Zarządzanie informacją.
Na kierunku Informacja naukowa i bibliotekoznawstwo prowadzone są następujące specjalizacje:
- infobrokering,
- cyfrowe dziedzictwo kultury
- zarządzanie informacją

Od 2013 roku w Instytucie są realizowane studia na kierunku Publikowanie cyfrowe i sieciowe w specjalizacjach:
- digitalizacja i publikowanie zbiorów
- instructional designer – projektant materiałów dydaktycznych i szkoleniowych

Od 2022 roku Instytut kształci studentów na kierunku Zarządzanie informacją w specjalizacjach:
- analityka danych

- cyfrowe dziedzictwo kultury

Instytut prowadził również następujące studia podyplomowe:
- Podyplomowe Studia Kwalifikacyjne Informacji Naukowej i Bibliotekoznawstwa – I/PO dla bibliotekarzy
- Podyplomowe Studia Informacji Naukowej i Bibliotekoznawstwa – II/PN kwalifikacyjne dla nauczycieli-bibliotekarzy

Wybrani studenci mogą kontynuować naukę na studiach doktoranckich.

## Struktura organizacyjna
- Zakład Bibliografii i Analizy Danych
- Zakład Edytorstwa i Projektowania Publikacji
- Zakład Interdyscyplinarnych Badań nad Książką i Komunikacją
- Zakład Mediów Cyfrowych
- Biblioteka Instytut Nauk o Informacji i Mediach
- Pracownia Humanistyki Cyfrowej (od 2018 r.)